# Wólka Prusinowska
Wólka Prusinowska (niem. Pruschinowenwolka, 1929–1945 Preußenort) – wieś w Polsce położona w województwie warmińsko-mazurskim, w powiecie mrągowskim, w gminie Piecki. Miejscowość wchodzi w skład sołectwa Nowe Kiełbonki.
W latach 1975–1998 miejscowość administracyjnie należała do województwa olsztyńskiego.

## Odkrycia archeologiczne

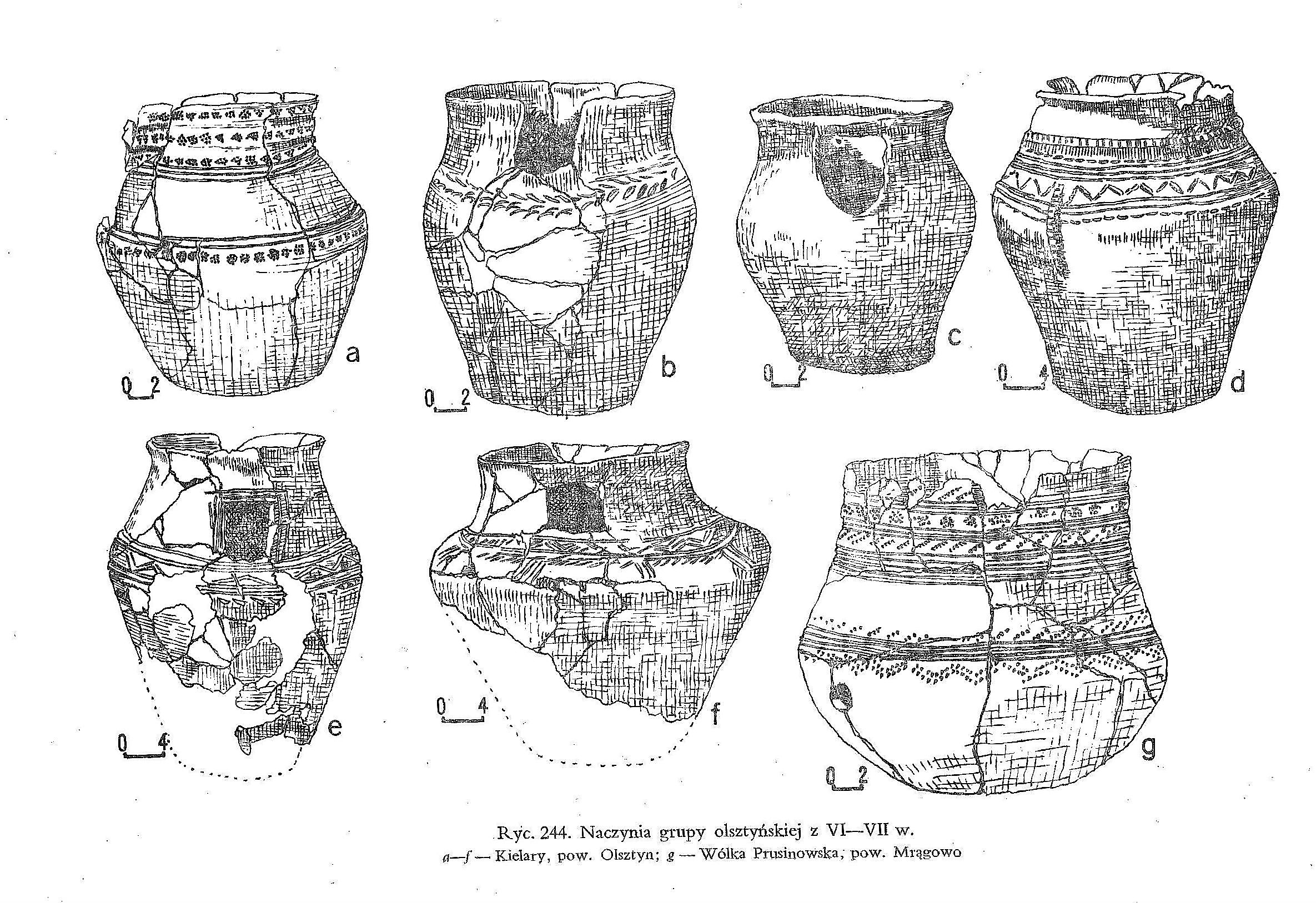
Naczynia kultury grupy olsztyńskiej z Kielar i Wólki Prusinowskiej

W Wólce Prusinowskiej odkryto bogate stanowisko archeologiczne należące do kultury tzw. grupy olsztyńskiej datowanej na V-VII wiek, które odznaczało się silnymi wpływami germańskimi.